# Llauna (metall)
La llauna és un producte laminat pla, constituït per acer i carboni recobert per una capa d'estany. Es tracta d'un material ideal per a la fabricació d'envasos metàl·lics pel fet que combina la resistència mecànica i la capacitat de conformació de l'acer amb la resistència a la corrosió i no toxicitat de l'estany. Es tracta d'un material ideal per a la fabricació de productes de complement, a disposició dels clients, tota una gamma de taps, tatxes, manetes, fondes, tapadores i pots metàl·lics per a aliments, productes sintètics, olis i derivats.
La composició de la llauna és la següent (de l'exterior a l'interior):
- Pel·lícula d'oli
- Pel·lícula de passivació
- Estany lliure
- Aliatge Fe SN2
- Acer lliure